# Liu Hui
Pour les articles homonymes, voir Liu Hui (homonymie).
Dans ce nom chinois, le nom de famille, Liu, précède le nom personnel.
Liu Hui (chinois simplifié : 刘徽 ; chinois traditionnel : 劉徽 ; pinyin : Liú Huī) est un mathématicien chinois qui vécut au IIIe siècle apr. J.-C.
En 263, il publie un livre avec des solutions aux problèmes présentés dans le célèbre livre chinois de mathématiques connu sous le nom Jiuzhang Suanshu ou Les neuf chapitres sur l'art mathématique, traduit en français par Guo Shuchun, de l'Académie chinoise des sciences.
Dans ces commentaires, il présente alors :
- une estimation de π à 3,1416[2] et suggère que 3,14 est une bonne approximation ;
- la méthode d'élimination de Gauss ;
- le principe de Cavalieri pour trouver le volume du cylindre.

Il présente aussi, dans une annexe séparée appelée Haidao suanjing ou Le manuel mathématique de l'île de la mer, plusieurs problèmes d'arpentage.

## Honneur
L'astéroïde (361712) Liuhui est nommé en son honneur.